# Birkenbach (Nümbrecht)

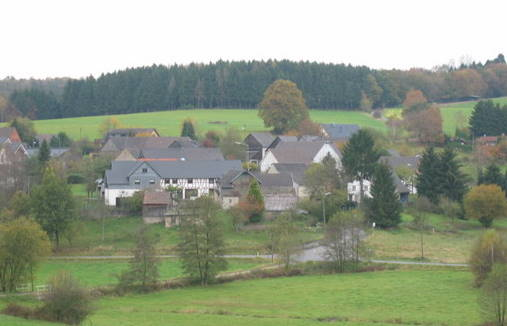
Blick auf Birkenbach

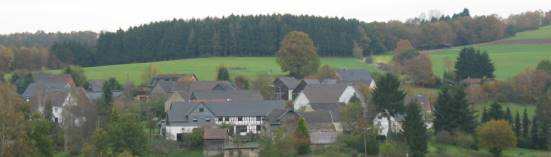
Blick auf Birkenbach

Birkenbach ist ein Ortsteil von Nümbrecht im Oberbergischen Kreis im südlichen Nordrhein-Westfalen innerhalb des Regierungsbezirks Köln (Deutschland).

## Lage und Beschreibung
Der Ort liegt in Luftlinie rund 4,3 km östlich vom Ortszentrum von Nümbrecht entfernt.

## Geschichte

### Erstnennung
1490 wurde der Ort das erste Mal urkundlich erwähnt und zwar „Differenzen Homburg – Berg“.
Die Schreibweise der Erstnennung war Birckenbach.